# Nicolás Otamendi
Nicolás Hernán Otamendi (Buenos Aires, 12. veljače 1988.) je argentinski nogometaš koji trenutačno igra za portugalski nogometni klub Benficu i argentinsku nogometnu reprezentaciju.